# Epinephelus polylepis
Epinephelus polylepis, tên thường gọi là Smallscaled grouper, là một loài cá biển thuộc chi Epinephelus trong họ Cá mú. Loài này được mô tả lần đầu tiên vào năm 1991. Trước khi được mô tả chính thức vào năm 1991, E. polylepis được xác định là loài Epinephelus chlorostigma.

## Phân bố và môi trường sống
E. polylepis có phạm vi phân bố rộng rãi ở Tây Ấn Độ Dương. Loài này được tìm thấy từ vịnh Ba Tư, trải rộng xuống vịnh Oman, về phía tây men dọc theo bờ biển phía nam bán đảo Ả Rập, về phía đông dọc theo Pakistan và bờ tây Ấn Độ. Nó không được tìm thấy ở Maldives. Cá trưởng thành sống xung quanh các rạn san hô và các bãi đá ngầm ở độ sâu khoảng từ 10 đến 155 m; cá con sống ở vùng nước nông hơn.

## Mô tả
E. polylepis trưởng thành có chiều dài cơ thể lớn nhất đo được là 120 cm; tuổi thọ tối đa được ghi nhận là 44 năm. Thân thuôn dài, hình bầu dục. Đầu và thân có màu xám trắng với chi chít những chấm màu nâu sẫm, trên cả cây. Đuôi cụt hoặc hơi lõm vào trong; rìa sau của vây đuôi có màu trắng và một hàng đốm nâu đen.
Số gai ở vây lưng: 11; Số tia vây mềm ở vây lưng: 16 - 17; Số gai ở vây hậu môn: 3; Số tia vây mềm ở vây hậu môn: 8; Số tia vây mềm ở vây ngực: 18 - 19; Số vảy đường bên: 65 - 72.
Thức ăn của E. polylepis là các loài cá nhỏ hơn, động vật thân mềm và động vật giáp xác. Chúng có thể bơi thành đàn lên đến khoảng 50 - 100 cá thể. Chúng được đánh bắt trong nghề cá thương mại quy mô nhỏ.